# فرودگاه کان–کرپیکه
فرودگاه کان–کرپیکه (به فرانسوی: Aéroport de Caen - Carpiquet) یک فرودگاه همگانی با کد یاتا CFR است که یک باند فرود آسفالت دارد و طول باند آن ۱۹۰۰ متر است. این فرودگاه در شهر کان (فرانسه) کشور فرانسه قرار دارد و در ارتفاع ۷۸ متری از سطح دریا واقع شده‌است.

## شرکت‌های هواپیمایی و مقصدهای پروازی
| شرکت‌های هواپیمایی             | مقصدهای پروازی                                                                  |
| ----------------------------- | ------------------------------------------------------------------------------- |
| ایر فرانس اجرا توسط هاپ!      | لیون-سینت اگزوپری فصلی: نیس کوت دازور، فیگاری ساد-کورسه                         |
| Chalair Aviation              | بوردو–مریگناک                                                                   |
| فلای‌بی اجرا توسط استوبارت ایر | فصلی: جنوبی لندن                                                                |
| ولوتی                         | فصلی: آیاتچو – ناپلئون بنوپارت، باستیا – پورتا، فیگاری ساد-کورسه، تولوز-بلانیاک |